# Grupo no abeliano
En matemáticas, y específicamente en teoría de grupos, un grupo no abeliano, a veces llamado grupo no conmutativo, es un grupo (G, ∗) en el que existe al menos un par de elementos a y b de G, tales que a ∗ b ≠ b ∗ a. Esta clase de grupos contrasta con los grupos abelianos, donde todos los pares de elementos del grupo conmutan entre sí.
Los grupos no abelianos son omnipresentes en matemáticas y física. Uno de los ejemplos más simples de un grupo no abeliano es el grupo diédrico de orden 6. Es el grupo finito no abeliano más pequeño. Un ejemplo común de la física es el grupo de rotación SO(3) en tres dimensiones (por ejemplo, rotar algo 90 grados en un eje y luego 90 grados en un eje diferente no es lo mismo que hacerlo en orden inverso).
Tanto los grupos discretos como los grupos topológicos pueden ser no abelianos. La mayoría de los grupos de Lie interesantes no son abelianos y desempeñan un papel importante en la teoría de campo de gauge.